# Matthew Henry
(dalla prefazione del Commentario scritta da Mattew Henry)
(Matthew Henry descrivendo la sua opera : Commentario della Bibbia)
Matthew Henry (Broad Oak, Flintshire, 18 ottobre 1662 – Nantwich, 22 giugno 1714), fu un ministro presbiteriano inglese e un riconosciuto studioso commentatore della Bibbia. Nel mondo protestante e presso gli studiosi biblici di ogni confessione religiosa, è conosciuto per la sua imponente opera Commentario Biblico, che nonostante fu completato circa trecento anni fa e continua ad essere tradotto in più lingue (italiano compreso), è punto di riferimento per la primaria peculiarità dell'opera, che commenta versetto per versetto tutti i libri della Bibbia, da Genesi ad Apocalisse.

## Biografia
Matthew Henry, nacque a Broad Oak, nel Galles (Regno Unito), il 18 ottobre 1662. Matthew era figlio del Rev. Philip Henry, puritano, ministro della Chiesa anglicana addestrato ad Oxford, poi dissenziente ed espulso per non aver accettato le condizioni dell'Decreto di Uniformità.
Matthew, di salute precaria, ebbe un'importante e articolata istruzione secolare e religiosa, seguita costantemente dalla supervisione dello stesso padre Philip. La sua formazione incluse infatti, lo studio del greco, del latino e dell'ebraico. Nel 1680 frequentò l'accademia di Islington a Londra, presieduta da due importanti accademici del tempo, il preside Thomas Doolittle e il suo assistente Thomas Vincent[, e ritenuta all'epoca più importante e proficua delle due rinomate università, ovvero l'Università di Oxford e l'Università di Cambridge. Il 9 maggio 1687 a Londra, fu consacrato in forma privata, da alcuni ministri come pastore presbiteriano, anche se fu solo nel 1702 che ottenne una certificazione scritta del suo operato come pastore presbiteriano, opera che poi continuò fino al 1712 nella città di Chester.
Matthew si sposò due volte. Sposò Katherine Hardware che morì di vaiolo quindi con una donna devota, nipote di un giudice inglese. Nonostante tre dei nove figli muoiono in tenera età, Matthew conduce una vita matrimoniale serena. La sua vita religiosa era invece articolata ed imperniata sullo studio delle Scritture e sulla esposizione di queste, che comprendevano una esposizione mattutina e serale delle Sacre Scritture e i culti pubblici con la predicazione e i canti dei Salmi. I suoi sermoni spirituali e decisamente apolitici riguardavano applicazioni pratiche per la soluzione dei problemi della vita quotidiana, e contenevano costantemente riferimenti alle dure persecuzioni subite nel continente, dalle Chiese riformate.
Nel 1704 dopo essere guarito da una malattia comincia la sua opera Note al Nuovo Testamento che di fatto sarà l'opera base per la sua opera principale, il Commentario biblico. Il 22 giugno 1714 Henry muore improvvisamente di apoplessia durante un viaggio da Chester a Londra Fu sepolto nella Chiesa della Trinità a Chester

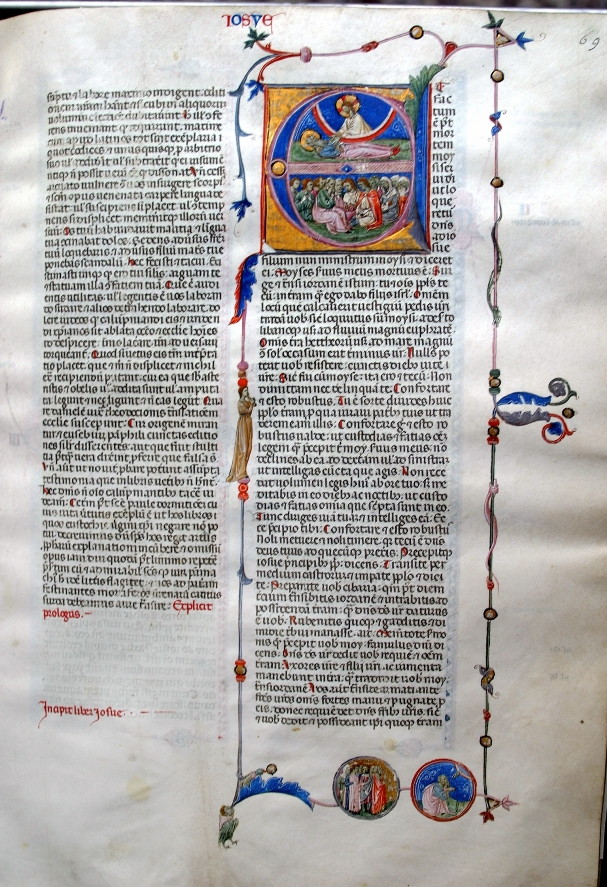
Bibbia Miniata latina attribuita a Pietro Cavallini, sec. XIII – XIV, una delle versioni della Bibbia esistenti al tempo di Henry e che fu oggetto del suo Commentario

## Il Commentario Biblico
Il Commentario Biblico fu l'opera più importante ed imponente di Matthew Henry. Il Commentario nelle intenzioni di Henry si proponeva di dare una spiegazione ad ogni singola parola riportata nella Sacra Bibbia esaminando tutti i termini dei versetti dei libri biblici e tutto ciò in un'epoca in cui gli ausili di prestampa, di archiviazione ed elaborazione dati erano pressoché inesistenti. Il risultato, in lingua italiana, è oggi un'opera di 12 volumi con 10 000 pagine di commenti. Ma come si arrivò alla realizzazione dell'opera? Henry commentando la sua opera disse che si trattava di esposizioni metodiche e pratiche in ambito semplice e domestico, lo scopo del commentario doveva essere quindi quello di promuovere la conoscenza delle Scritture, al fine di riformare il cuore e la vita degli uomini.

### Peculiarità dell'opera
Nel 1704 Henry incomincia con le Note al Nuovo Testamento che di fatto rappresenta l'inizio del suo commentario. L'opera che riesce a realizzare, da solo, si propone di commentare ogni singolo versetto delle Sacre Scritture. Nonostante il suo impegno arriva solo alla fine del libro degli Atti.
Ricavando dalle sue note e dai suoi appunti il materiale opportuno, saranno i suoi amici dopo la sua morte, a completare definitivamente l'opera. "Il suo stile di esposizione biblica [ è ] molto dettagliato e spiritualizzato, [......] I problemi di critica testuale non rientravano nella sua sfera di interesse. Basti pensare che poteva scrivere 190 parole di commento, incluso uno schema di sermone in tre parti, su un versetto come: "Quando Esaù ebbe quarant'anni, prese per moglie Judith, figlia di Beeri, lo Hitteo e Basemath, figlia di Elon, lo Hitteo. Esse furono causa di profonda amarezza a Isacco e Rebecca". Molto influenzato dai Puritani, egli fa dell'esposizione biblica il centro del suo ministero".. Il commentario è ritenuto "unico nel suo genere[....] È un'opera pratica e devozionale, scritta da un uomo che è stato considerato come fra i più grandi commentatori di tutti i tempi. Non è stata prodotta da un uomo chiuso nel suo studio ed interessato solo a questioni accademiche, ma è il risultato di esperienze pastorali e personali. Nei culti di famiglia in casa di suo padre, e più tardi nelle sue preghiere quotidiane con la propria famiglia, come pure in casa dei suoi vicini, egli non solo studiava le Scritture, ma imparava come applicarle nel migliore dei modi a giovani ed anziani, ricchi e poveri."
D'altronde nella sua prefazione all'opera lo stesso Matthew Henry il 2 ottobre 1706, nonostante avesse accesso a una grande quantità di letteratura nelle biblioteche di Londra, Henry asserisce che erano state solo le Sacre Scritture, le principali fonti del suo Commentario, tutte le Sacre Scritture sia il Vecchio, sia il Nuovo Testamento:
"La famosa traduzione dell'Antico Testamento in lingua greca, realizzata dai Settanta, fra 200 e 300 anni prima della nascita di Cristo, fu per le nazioni una felice preparazione al vangelo, realizzata tramite la diffusione della conoscenza della legge. Infatti, così come il Nuovo Testamento spiega e completa l'Antico, e quindi lo rende più utile a noi di quanto non fosse alla comunità ebraica, allo stesso modo, l'Antico Testamento conferma ed illustra il Nuovo e mostra che Gesù Cristo è lo stesso ieri, oggi e per sempre. [....] I racconti dell'Antico Testamento furono scritti per nostra ammonizione e direzione (1 Co 10:11), e non solo per nostra informazione o per il diletto dei curiosi. I profeti, anche se sono morti da così lungo tempo, continuano a profetizzare, attraverso i loro scritti, sopra molti popoli e nazioni (Ap 10:11), e le esortazioni di Salomone parlano a noi come ai suoi stessi figli. Il soggetto della Sacra Scrittura è universale e perpetuo, e quindi, è di interesse generale"
Mentre molti critici della Bibbia fanno notare l'estrema subalternità della donna rispetto all'uomo, che a loro avviso, ovunque nelle Sacre Scritture, contraddistinguerebbe l'insegnamento biblico; Henry nel suo commentario spiega diversamente il rapporto tra uomini e donne secondo i propositi divini. Lo fa con il racconto della creazione di Eva, nel libro della Genesi dando una spiegazione controcorrente anche per il tempo in cui fu composto il suo Commentario che è poi diventato il più celebre commento della sua opera:
«La donna è stata fatta da una costola tratta dal fianco di Adamo, non fatta dalla sua testa per dominare su di lui, né dai suoi piedi per essere da lui calpestata, ma dal suo fianco per essere uguale a lui, (costola) sotto il suo braccio per essere protetta, e (costola) vicino al suo cuore per essere amata»

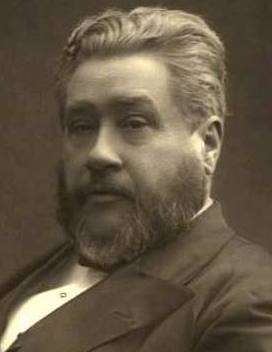
Il predicatore battista riformato Charles Haddon Spurgeon, 1834 - 1892

### Cosa dicono gli studiosi
Teologi, predicatori e studiosi della Bibbia sono unanimemente concordi nel ritenere che l'opera di Matthew Henry rappresenta un'opera "edificante" da leggere, come presbitero, almeno una volta nella propria vita. Fra questi spiccano i giudizi positivi di Charles Spurgeon, George Whitefield e Charles Wesley.
Il predicatore battista riformato Charles Haddon Spurgeon, la cui influenza continua a rimanere oggi molto grande fra cristiani riformati di diverse denominazioni e fra i quali è ancora conosciuto come "il principe dei predicatori", disse che a suo avviso, dopo aver studiato il Commentario di Henry "ogni ministro dovrebbe leggere l'opera di Matthew Henry interamente e attentamente almeno una volta nella vita".
George Whitefield, predicatore inglese, guida dell'Holy Club (un club di studiosi biblici metodisti di Oxford) lesse il Commentario per ben quattro volte e parlando di Matthew Henry ammise francamente di essergli debitore
Charles Wesley, presbitero arminiano inglese, e fratello del fondatore del movimento metodista, fu tanto influenzato dall'opera di Matthew Henry che 
"....usò nell'inno A charge to keep I have intere frasi di questo commentario che sono diventate epigrammi popolari nella lingua inglese"

### L'opera cartacea e quella digitale
- 12 volumi, 10 000 pagine di commenti[31][32] L'opera cartacea di Matthew Henry tradotta dall'inglese in spagnolo, francese ed italiano consta di 12 volumi rilegati.
- In tempi recenti e precisamente nel 2011, il Commentario Biblico[33] è stato prodotto anche in formato digitale in un unico CD-ROM della serie Biblioteca elettronica. Lo stesso CD contiene inoltre una concordanza e quattro versioni di traduzioni bibliche : Diodati, Nuova Diodati, Riveduta e Nuova Riveduta. Ci sono inoltre diverse applicazioni in lingua inglese che permettono di scaricare il Commentario su dispositivi smartphone e tablet.

## Altre opere di Matthew Henry
- Life of Mr Philip Henry
- The Communicant's Companion
- Directions for Daily Communion with God
- A Method for Prayer
- A Scriptural Catechism
- Exposition of the Old and New Testaments